# بانیان تری هلدینگ
بانیان تری هلدینگ (انگلیسی: Banyan Tree Holdings) شرکت مهمان‌نوازی سنگاپوری است، که در سال ۱۹۹۴ تأسیس شد.